# Bernard James
(Bernard James)
Bernard Ronald James (Savannah, 7 febbraio 1985) è un ex cestista statunitense.

## Biografia
Quando aveva 16 anni ha lasciato la scuola superiore a Savannah, Georgia, e si è arruolato nell'aeronautica militare (proviene da una famiglia di militari; in particolare il patrigno ha partecipato all'operazione Desert Storm). Prima di acquisire la notorietà all'università di Florida State (soprattutto per le sue doti difensive), è stato sergente maggiore nell'aeronautica militare statunitense, prestando servizio (dal 2003 al 2008) in Iraq, Qatar ed Afghanistan. Dopo aver terminato il servizio militare, è tornato negli Stati Uniti e si è iscritto al Tallahassee Community College, prima di disputare due stagioni con Florida State. Al Draft NBA del 28 giugno 2012 è stato scelto col numero 33 dai Cleveland Cavaliers; in seguito è stato ceduto ai Dallas Mavericks, con cui nella stagione 2012-13 ha giocato 46 partite nella NBA.